# Cover Version
Cover Version es un álbum compilatorio lanzado en 2014 por el músico y productor británico Steven Wilson. El disco compila las 12 canciones originalmente publicadas entre el 2003 y 2010 como seis sencillos de dos canciones. Cada lanzamiento estaba compuesto de una canción versionada que incluyó nuevas interpretaciones de canciones de otros artistas en formas bastante diferentes a la original, sumado a una canción compuesta por Wilson relacionada con la versión. La única excepción a este formato está en "The Unquiet Grave" que en realidad es una antigua canción folclórica inglesa y no una canción original escrita por Wilson.
La impredecible elección de los covers respecto a un estilo más usual en Steven era darle una nueva perspectiva a canciones que él considera estupendas, pero que los amantes de la música suelen descartar, en parte por la gran popularidad y polémica de estos artistas.

## Lista de canciones
| N.º   | Título                    | Artista original  | Duración |  |
| 1.    | «Thank U»                 | Alanis Morissette | 4:39     |  |
| 2.    | «Moment I Lost»           | Steven Wilson     | 3:12     |  |
| 3.    | «The Day Before You Came» | Abba              | 5:06     |  |
| 4.    | «Please Come Home»        | Steven Wilson     | 3:30     |  |
| 5.    | «A Forest»                | The Cure          | 6:04     |  |
| 6.    | «Four Trees Down»         | Steven Wilson     | 3:33     |  |
| 7.    | «The Guitar Lesson»       | Momus             | 4:03     |  |
| 8.    | «The Unquiet Grave»       | Tradicional       | 6:57     |  |
| 9.    | «Sign O' The Times»       | Prince            | 3:55     |  |
| 10.   | «Well You're Wrong»       | Steven Wilson     | 3:35     |  |
| 11.   | «Lord of the Reedy River» | Donovan           | 5:03     |  |
| 12.   | «An End to End»           | Steven Wilson     | 5:12     |  |
| 47:49 |                           |                   |          |  |